# Presa de Tarbela
La presa de Tarbela (urdu, تربیلا بند) es una gran presa sobre el río Indo en Pakistán. Se encuentra en el distrito de swabi topi tehsil , , Khyber pakhtunkhwa, alrededor de 50 km al noroeste de Islamabad. La presa alcanza los 143,26 metros de altura sobre el lecho del río, la presa forma el embalse de Tarbela, con una superficie de aproximadamente 250 km². La presa se acabó en 1974 y fue diseñada para almacenar agua del Indo para la irrigación, el control de inundaciones y la generación de energía hidroeléctrica.

## Descripción
El proyecto se encuentra en un punto estrecho del valle del río Indo, donde el río anteriormente se dividía alrededor de una gran isla cerca de la orilla izquierda. El principal muro de la presa, hecha con relleno de tierra y toca, se extiende a lo largo de 2.743 metros desde la isla al río derecha. Una par de presas de hormigón auxiliares abarca el río desde la orilla hasta la izquierda del río. Los aliviaderos, ubicados en las presas auxiliares, a su vez están formados por dos partes. El principal aliviadero tiene una capacidad de descarga de 18.406 metros cúbicos por segundo y el aliviadero auxiliar, 24.070 m³/s. Las obras exteriores son un grupo de cuatro túneles que han sido cortados a través de la pared del valle a la derecha del río, para usarse en la producción de energía eléctrica y el control del caudal. Estos túneles fueron originariamente usados para desviar el río Indo mientras que se construía la presa. La quinta salida del río se encuentra en el lado izquierdo de la presa y fue terminado en abril de 1976. La gente de la división Hazara que viven al otro lado del río Indo se sacrificaron y abandonaron las tierras y los hogares por la construcción de la presa. Esta gente ahora están asentados por el gobierno de Pakistán en Khala Butt Township Haripur.
Una central hidroeléctrica en el lado derecho de la presa principal alberga 14 generadores alimentados con los túneles exteriores 1, 2 y 3. Hay cuatro generadores de 175MW en el túnel 1, seis generadores de 175MW en el túnel 2 y cuatro generadores de 432MW en el túnel 3, para lograr una capacidad generadora total de 3.478 MW. El embalse de Tarbela tiene 80,5 km de largo, con una superficie de 250 kilómetros cuadrados. La cuenca hidrográfica se extiende por 168.000 km² de tierra en gran medida alimentada por la nieve y la fusión de los glaciares de las laderas meridionales del Himalaya. Hay dos principales afluentes del río Indo corriente arriba de la presa de Tarbela, el río Shyok, uniéndose cerca de Skardu y el río Siran cerca de Tarbela.

## Vida útil
Debido a que la fuente del río Indo es la fusión de los glaciares del Himalaya, el río arrastra enormes cantidades de sedimento. La carga de sedimento anual es de alrededor de 430 millones de toneladas por año. Esto significa que, con el tiempo, el embalse se llenará. La vida útil de la presa y del embalse se calculó en alrededor de cincuenta años, desde que la presa se terminó en 1976, lo que significa que el embalse estará totalmente lleno de sedimento para el año 2030. 
La sedimentación, sin embargo, ha sido mucho menor que lo predicho, y ahora se calcula que la vida útil de la presa será de 85 años, hasta alrededor de 2060.